# Lochawe
Lochawe, schottisch-gälisch: Loch Obha, ist eine kleine Ortschaft im Norden der schottischen Council Area Argyll and Bute.

## Lage
Sie liegt am Nordufer, nahe dem östlichen Ende von Loch Awe etwa 19 Kilometer nördlich von Inveraray und 26 Kilometer östlich von Oban. Im Jahre 1971 wurden in Lochawe 200 Einwohner gezählt. In neueren Zensusdaten ist die Ortschaft nicht mehr separat aufgeführt.
In Lochawe befindet sich mit der St Conan’s Kirk ein Denkmal aus der höchsten schottischen Denkmalkategorie A. Es handelt sich um ein Kirchengebäude, das ab dem Jahre 1881 am Ufer von Loch Awe errichtet wurde. Westlich der Ortschaft liegt das Wasserkraftwerk Cruachan Falls unterhalb des 1126 Meter hohen Ben Cruachan. Der Falls of Cruachan Railway Viaduct ist denkmalgeschützt.

## Verkehr
Die Ortschaft liegt an der A85, die Oban mit Perth verbindet. Am 1. Juli 1880 wurde der Bahnhof von Lochawe eröffnet. Er liegt an der West Highland Line zwischen Crianlarich und Oban. Nachdem er im September 1965 zunächst geschlossen worden war, fand im Mai 1985 schließlich die Wiedereröffnung als unbesetzter Haltepunkt statt. Der Bahnhof wird heute von Zügen auf der West Highland Line bedient. Des Weiteren befindet sich in Lochawe ein Schiffsanleger.